# Mörttjärnen (Ore socken, Dalarna)
Mörttjärnen är en sjö i Rättviks kommun i Dalarna och ingår i Dalälvens huvudavrinningsområde.